# Boeing Skyfox
|}
Boeing Skyfox je bilo predlagano dvomotorno reaktivno šolsko vojaško letalo, ki bi se lahko uporabljal tudi kot lahki jurišnik. Skyfoy je zasnovan na podlagi  zelo uspešnega Lockheed T-33. Nasledil naj bi trenažerja Cessna T-37 Tweet.
Skyfox Corporation je začel z razvojem letala leta 1983, kasneje leta 1986 je Boeing prevzel to podjetje..Zgradili so samo en prototip.

## Specifikacije
Podatki iz Airwar Specifications
Splošne karakteristike
- Posadka: 2
- Dolžina: 13,41 m (46 ft)
- Razpon kril: 11,83 m (38 ft 10 in)
- Višina: 3,76 m (12 ft 4 in)
- Aeroprofil: NACA 65-213
- Teža praznega letala: 3856 kg (10284 lb)
- Naložena teža: 6532 kg (14400 lb)
- Maks. vzletna teža: 7364 kg (20000 lb)
- Pogon letala: 2 × Garrett TFE731-3A turbofan, 3,700 lbf (16,5 kN) vsak
- Kapaciteta goriva:

  - V notranjih rezervoarjih: 3191 litrov
  - Skupna: 4932 litrov

 Zmogljivost 
- Doseg: 

  - Z notranjim gorivom: 1960 nmi (3630 km)
  - Največji: 2600 nmi (4815 km) ()
- Višina leta: 40000 ft (12192 m)
- Hitrost vzpenjanja: 4900 ft/min (1494 m/min) na nivoju morja
- Poraba goriva: 23,3 mg/(N·s).

Oborožitev

Do 2700 kg na 10 podkrilnih nosilcih